# Louis Ducatel
Pour les articles homonymes, voir Ducatel.
Louis Ducatel, né le 13 mars 1902 à Frévent (Pas-de-Calais) et mort le 28 juin 1999 à Mougins (Alpes-Maritimes), est un ingénieur, entrepreneur et homme politique français.
Il est principalement connu aujourd'hui pour avoir été candidat à la présidence de la République en 1969, en tant que candidat divers gauche. Il obtient 1,27 % des voix au premier tour.

## Biographie
Fils de Octave César Hector Ducatel, cordonnier, et de Henriette Marie Louise Glaire, qui aurait « travaillé dans les mines de sel à l'âge de 11 ans », Louis Ferdinand naît le 13 mars 1902 rue de Doullens à Frévent.
Il fait des études d'ingénieur et épouse en premières noces Louise Hanocq le 24 avril 1936 à Saint-Pol dont il divorce le 26 janvier 1942.
Il se marie en secondes noces avec Micheline Henriette Leroux le 7 juin 1969 à Paris 16e.

### Entrepreneur à succès
Il va devenir un entrepreneur à succès dans les travaux publics, la construction mécanique et électrique, dirigeant une dizaine de sociétés à Paris, employant au total plus de 2 000 salariés,.
Il s'installa à son compte en 1928 et créa en 1938 la CAPAG, une entreprise de canalisations. Il sera plus tard l'inventeur du « tuyau Ducatel », une canalisation « incassable » mais qui faute de rentabilité mettra un temps sa fortune en péril. Après guerre, il se lança dans le BTP, participant entre-autres à la construction du périphérique parisien à la porte d'Auteuil. Il créa en 1967, l'Association pour la défense de l'entreprise privée, dont il devint ensuite président d'honneur.

### Carrière politique
Il adhèra au  Parti radical en 1927, devint membre de son comité exécutif puis en 1936, secrétaire du député du Nord Alfred Lacourt. Il se présenta, sans succès, aux élections législatives cette même année.
À la Libération, on le retrouva sur une liste électorale de la Résistance. En 1953, il adhèra au Rassemblement des gauches républicaines (RGR) alors dirigé par Bernard Lafay puis au Centre républicain d'André Morice dont il devint vice-président.
Il fut élu au Conseil municipal de Paris de 1948 à 1965 et en sera le vice-président de 1961 à 1962. Il fut élu en 1945 au du Conseil général de la Seine.
Michaël Gérard dans un article sur les candidatures libres aux élections présidentielles mentionne l'intérêt recherché par Ducatel dans ces engagements politiques: Il se serait ainsi engagé au Parti radical après une rencontre dans un train avec un militant de ce parti lui ayant expliqué les avantages qu'il pourrait en retirer en tant qu'industriel et lorsqu'il était au conseil municipal de Paris, il essaya d'obtenir l'adjudication de marchés pour ses entreprises.

### Candidature à la présidentielle
Alors âgé de 67 ans, il se présenta sans étiquette — mais se définissant comme au centre — à l'élection présidentielle française de 1969 obtenant 150 parrainages d'élus locaux sur les 100 exigés. Son programme était surtout orienté sur la liberté d'entreprendre et une baisse de la fiscalité. Il proposait une exonération d'impôts pour tous les salariés gagnant moins de 1000 francs par mois, d'augmenter le SMIG de 10 à 20%, une réduction massive des dépenses de l'État. Il prônait le capitalisme populaire et les « États-Unis d'Europe ». Dans ses interventions de campagne, il dénonçait constamment « les excès de la technocratie, de l’administration et de la fiscalité » et se présente comme le « candidat des français moyens » (même s'il est alors fortuné, à sa mort Le Monde dans sa nécrologie le présentera comme « milliardaire » (en francs)).
Crédité de 1% des voix dans différents sondages, il obtint 1,26% des suffrages exprimés soit 286 447 voix au premier tour, 6e des 7 candidats, devant Alain Krivine (1,05%). À noter que Ducatel déposa avant l'élection un recours, sans succès, contre ce dernier devant le Conseil constitutionnel. Il estimait que Krivine « n'était pas libéré de ses obligations militaires » et ne pouvait donc pas se présenter (il effectuait son service militaire au moment de l'élection). Il appellera à voter pour Georges Pompidou,.

### Artiste peintre

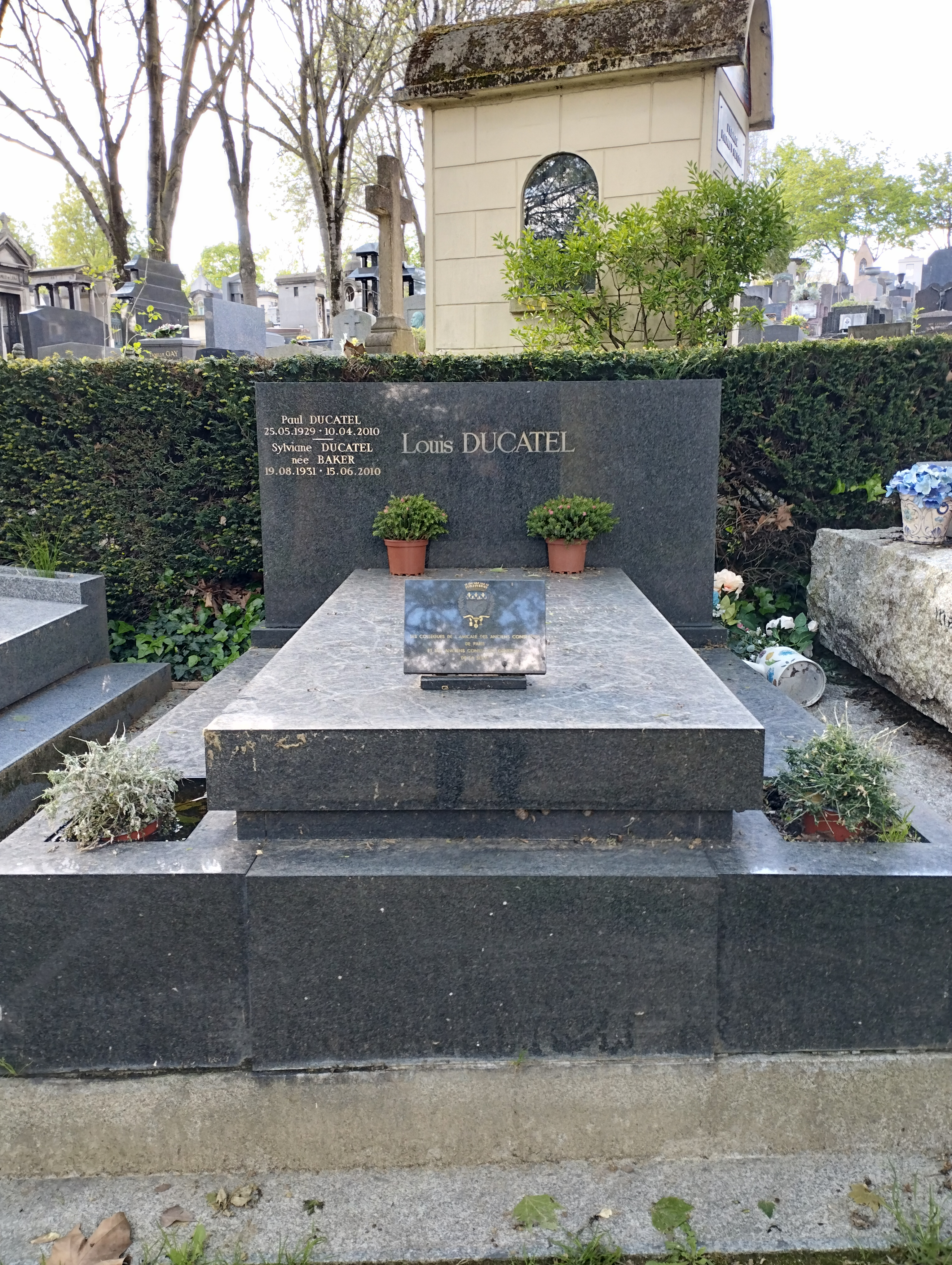
Tombe de Louis Ducatel au cimetière du Père-Lachaise (division 97).

Amateur de peinture et possédant plusieurs toiles de grands maitres, Louis Ducatel était également peintre lui même, répertorié au Bénézit. Chaque année, il offrait une cinquantaine de ses toiles à ses salariés tirés au sort. Il fit également éditer des livres d'art avec ses peintures. Sa commune de naissance organisa une exposition de ses œuvres en mars 2022 pour les 120 ans de sa naissance. Il est l'inventeur du Métacryl, une gouache très résistante.

### Mort et tombe hagiographique
Il meurt le 28 juin 1999 à 97 ans à Mougins où il résidait,.
Il fit réaliser de son vivant[réf. nécessaire], sa tombe au cimetière du Père-Lachaise, division 97, sur laquelle se trouve une longue inscription hagiographique.

## Résultats électoraux

### Élection présidentielle
| Année | Parti | Parti | 1er tour | 1er tour | 1er tour | 1er tour |
| Année | Parti | Parti | Voix     | %        | Rang     | Issue    |
| ----- | ----- | ----- | -------- | -------- | -------- | -------- |
| 1969  |       | DVG   | 286 447  | 1,27     | 6e       | Éliminé  |